# Усть-Алеус
Усть-Алеус (Усть-Алеусс)— село в Ордынском районе Новосибирской области России. Входит в состав Спиринского сельсовета.

## География
Площадь села — 24 гектаров.

## Население
| 2002 | 2007 | 2010 |
| ---- | ---- | ---- |
| 166  | ↗168 | ↘137 |

## Инфраструктура
В селе по данным на 2007 год функционируют 1 учреждение здравоохранения и 1 учреждение образования.